# Delta Ophiuchi
Ne doit pas être confondu avec d Ophiuchi (45 Oph).
Désignations
Delta Ophiuchi (δ Oph / δ Ophiuchi), également nommée Yed Prior, est une étoile de la constellation d'Ophiuchus. Sa magnitude apparente est de 2,74. Elle forme une double optique visible à l'œil nu avec Epsilon Ophiuchi. D'après la mesure de sa parallaxe annuelle par le satellite Hipparcos, Delta Ophiuchi est située à environ 171 années-lumière de la Terre (tandis qu'Epsilon est à 106 al). Elle se rapproche du Système solaire à une vitesse radiale de −19,3 km/s.
Delta Ophiuchi porte le nom traditionnel de Yed Prior, Epsilon Ophiuchi étant Yed Posterior. Le nom traditionnel Yed vient du mot arabe signifiant « la main », les deux étoiles formant la main gauche d'Ophiuchus (le Serpentaire) qui tient la tête du Serpent. Le nom de Yed Prior a été officialisé par l'Union astronomique internationale pour désigner Delta Ophiuchi le 5 octobre 2016.
Delta Ophiuchi est une étoile géante rouge évoluée de type spectral M0,5III, qui est située sur la branche asymptotique des géantes (AGB) du diagramme de Hertzsprung-Russell. Son rayon est autour de 53,5 fois plus grand que le rayon solaire, elle est environ 500 fois plus lumineuse que le Soleil et sa température de surface est de 3 733 K. C'est une étoile variable suspectée dont la magnitude apparente semble varier entre 2,72 et 2,75.